# Eremippus selevini
Eremippus selevini är en insektsart som beskrevs av Skopin 1961. Eremippus selevini ingår i släktet Eremippus och familjen gräshoppor. Inga underarter finns listade i Catalogue of Life.